# 德州海山足球俱乐部
德州海山足球俱乐部是一家位于中华人民共和国山东省德州市的业余足球俱乐部，成立于2023年。取得2023年山东省足协杯冠军并获得2024年足协杯名额，代表山东业余级别球队征战2024足协杯。

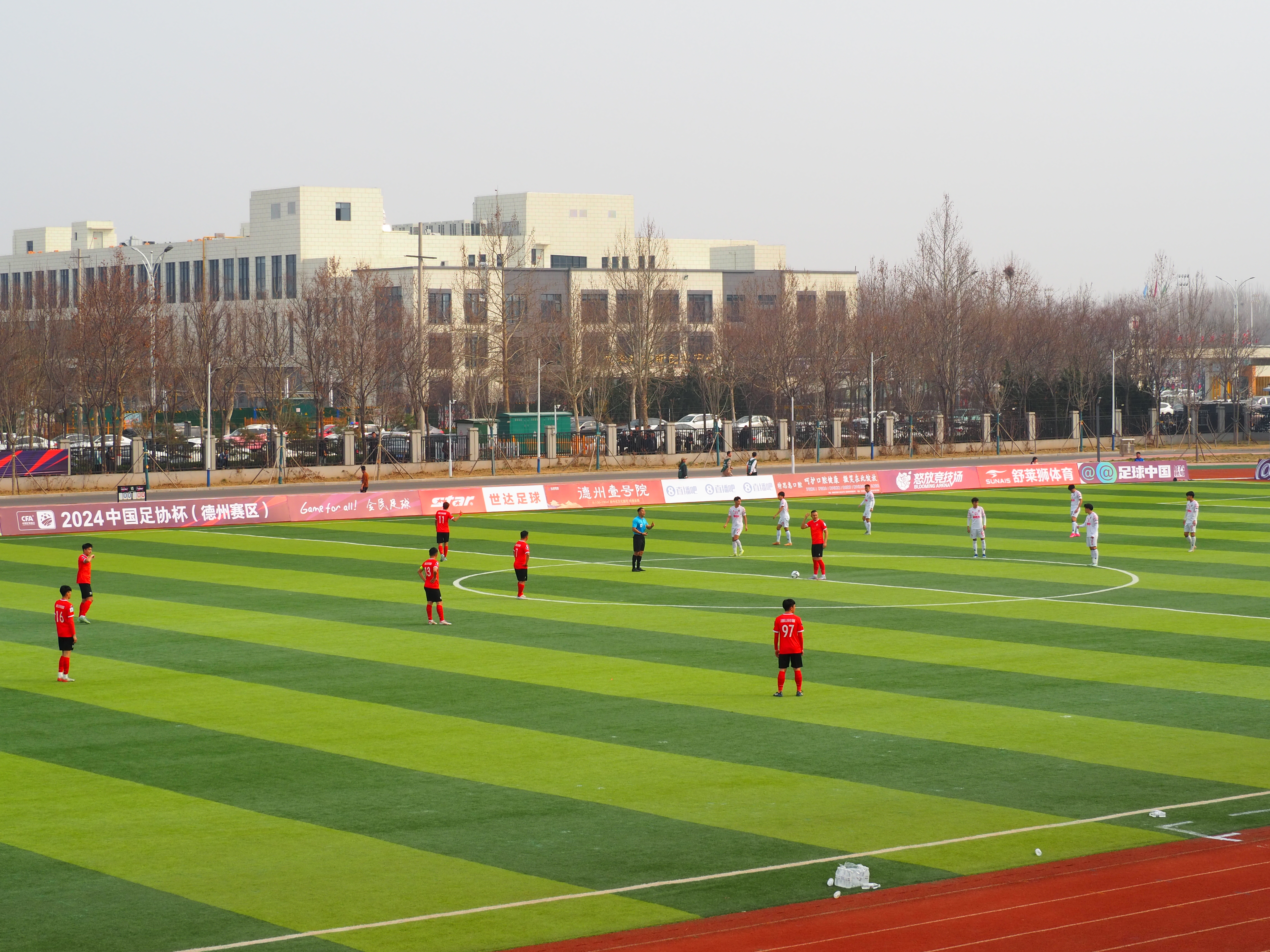
德州海山在主场德州高级师范学校体育场进行的足协杯比赛